# Mashteuiatsh
Mashteuiatsh [maʃtewijats] (aussi appelé Pointe-Bleue) est une communauté branche de la nation Innue du Nitassinan au Québec.
Elle est la seule communauté autochtone du Nitassinan (territoire, notre terre) dans la région du Saguenay–Lac-Saint-Jean. Elle est établie sur la rive ouest du lac Saint-Jean, à proximité de Roberval.
Traditionnellement, c’est en se référant au lieu d’attachement qu’ils occupaient avec leurs familles que les Ilnuatsh (hommes) s’identifiaient.
Ainsi, c’est l’appellation Pekuakamiulnuatsh (Ilnuatsh du Pekuakami) qui les désigne toujours.
Encore aujourd'hui Mashteuiatsh demeure un lieu de rassemblement, à chaque été a lieu un Pow Wow et cet événement permet d'accueillir plusieurs personnes de partout.

## Renseignements généraux
Population : La communauté autochtone du Lac-Saint-Jean (pekuakami) comprend 6 780 membres dont 2 098 résidents dans la communauté de Mashteuiatsh.
Gentilé : Pekuakamiulnu (singulier), Pekuakamiulnuatsh (pluriel).
Langues	: Nehlueun (notre langue) et français.
Situation géographique : Mashteuiatsh est située à Le Domaine-du-Roy, sur la rive ouest du Pekuakami, à 6 km de Roberval ; l’accès à la communauté se fait par la route 169. Municipalité autochtone hors MRC.
École primaire: Amishk 
École secondaire : Kassinu‐Mamu
Paroisse : Kateri Tekakwitha
Cimetières : cimetière catholique (rue Mahikan), cimetière anglican (rue Atshikash).
Activités économiques : Art et artisanat, commerces et services, construction, industrie du bois, tourisme, transport et administration publique.
|  |  |

## Démographie
| 2001  | 2006  | 2011  | 2016  | 2021  |
| ----- | ----- | ----- | ----- | ----- |
| 1 861 | 1 749 | 2 213 | 1 957 | 2 010 |

En 2021 92% de population était francophone et 8% parle Innu-aimun ou autre langue.

## Toponymie
Avant de devenir une réserve selon la loi sur les indiens en 1856, Mashteuiatsh – qui signifie « Là où il y a une pointe » – était déjà pour les Ilnuatsh un secteur de passage et de rassemblement fréquenté. Appelée au départ par le nom de Ouiatchouan, la communauté porte le nom de Mashteuiatsh depuis 1985. Le nom populaire de Pointe-Bleue a longtemps aussi désigné la zone habitée de la réserve. (il est recommandé d'utiliser Mashteuiatsh au lieu de pointe bleue lorsqu'on désigne ce territoire)
La majorité des membres de la première nation des Pekuakamiulnuatsh sont établis dans la région du Saguenay-Lac-Saint-Jean, principalement dans la communauté de Mashteuiatsh. Elle est habitée par les Montagnais du Lac St-Jean.

## Musée Amérindien
Le musée amérindien de Mashteuiatsh a été construit en 1977, et transmet l’histoire et la culture des pekuakamiulnuatsh (Ilnus du lac-saint-Jean). Il est possible d’y retrouver des savoir sur les Ilnuatsh, mais également sur les autres Premières Nations du Québec et de l’Amérique. En plus de son exposition permanente, le Musée amérindien propose trois expositions temporaires, ainsi qu’une visite du jardin extérieur Nutshimitsh (dans la forêt), des ateliers de création artistique et un espace boutique. Ces activités sont également disponibles sous forme de visite guidée, faite par des membres de la communauté.

## Jeux des Premières Nations
Pendat une semaine au mois de juillet, des athlètes autochtones compétitionnent dans des disciplines sportives tel que la crosse, le  plleyball,le basketball,le hockey sur gazon, la course à pied et l´athlétisme.

## Personnalités
En 2021, l'artiste pluridisciplinaire Soleil Launière, originaire de Mashteuiatsh est récipiendaire de la bourse du Fonds Michelle Rossignol en 2021 pour favoriser le développement de projets mettant de l'avant des valeurs de justice sociale, d'équité et de diversité culturelle.
En septembre 2020, Julie Philippe, originaire de cette communauté, devient la première femme autochtone à être nommée juge au Québec.
Mike Paul Kuekuatsheu est un auteur-compositeur-interprète Nutshimiulnu né à Mashteuiatsh (Pointe-Bleue) une communauté innue située sur les bords du Pekuakamit (Lac St Jean) située sur le Nitassinan territoire traditionnel jamais cédé du peuple Innu. Il est un des pionniers de sa communauté dans le milieu de la musique où il œuvre depuis 28 ans. Nommé Native American music Awards 2022, catégorie Best traditional voice video pour le videoclip "Ashinetau" qui figure sur son 3e album Ashuapmushuan. Son deuxième album Origine a été nommé pour le meilleur album inuit, de langue autochtone ou francophone aux Indigenous Music Awards, et a valu à Paul une nomination comme auteur-compositeur autochtone de l'année aux Canadian Folk Music Awards 2020. Il a présenté de nombreux concerts en Bretagne, en France, au Canada, au Manitoba, au Québec, en Ontario et au Nouveau-Brunswick,.
La Canadienne Marie-Andrée Gill est une poétesse innue originaire de Mashteuiatsh. Autrices de quelques recueils de poésie dont l’œuvre Frayer (La Peuplade, 2015) qui raconte sa jeunesse à Mashteuiatsh. Avec cette œuvre, elle remporte le Prix Poésie des Prix littéraires du Salon du livre du Saguenay-Lac-Saint-Jean (2016). Elle est aussi la narratrice de la série balado Laissez-moi raconter l'histoire crochie qui vise à décoloniser les mythes autochtones, un mot à la fois .
Le chef d’antenne, animateur, reporter d’enquête et écrivain, Michel Jean est issu de la communauté de Mashteuiatsh. Né en 1960, il a étudié en sociologie et fait des études de maîtrise en histoire à l'Université de Montréal et œuvre dans le milieu du journalisme depuis 1985. Il a travaillé à Radio-Nord, à Radio-Canada, à RDI et à TVA, où il a notamment coanimé l’émission J.E. Depuis 2008, il a publié une dizaine de livres.

## Dans la culture
Kukum livre de Michel Jean  publié chez Libre Expression en 2019 raconte la sédentarisation forcée des Innus à travers l’histoire singulière de l’arrière-grand-mère de l’auteur. Raconté au je, le roman plonge dans la vie d’Almanda Siméon, une Blanche qui choisira la vie nomade en épousant un Innu de Mashteuiatsh.

## Pensionnat autochtone de Pointe-Bleue (Mashteuiatsh)
L'ancien pensionnat autochtone de Pointe-Bleue était situé à Mashteuiatsh. Il faisait partie de l'un des 139 pensionnats pour Autochtones du Canada (12 au Québec). Ouvert en 1960, l'école et le pensionnat ont fermé le 30 juin 1991 avant d'être reconverti et totalement rénové. Le bâtiment accueille aujourd'hui l'école secondaire Kassinu Mamu qui signifie « tous ensemble » en langue innue.